# Logique doxastique
La logique doxastique est un type de logique modale qui s'intéresse au raisonnement sur les croyances.

## Types de raisonneurs
Pour démontrer les propriétés des ensembles de croyances, Raymond Smullyan définit des types de raisonneurs.
Par exemple, le raisonneur juste ne croit que des choses vraies et le raisonneur normal croit qu'il croit tout ce qu'il croit.